# Dinko Trebotić
Dinko Trebotić (Split, 1990. július 30.) horvát labdarúgó, a Zrinjski Mostar játékosa.

## Pályafutása

### Klubcsapatokban
Pályafutását a Hajduk Split akadémiáján kezdte. Felnőtt bajnokin 2008. október 5-én debütált a Croatia Sesvete ellen. Ezután több csapatban játszott kölcsönben, míg a 2010-2011 szezonban megkapta a lehetőséget edzőjétől Stanko Poklepovićtől. Csapata ebben az idényben bejutott az Európa-liga főtáblájára, így nemzetközi kupasorozatban is szóhoz jutott.
2012 nyarán lejárt a szerződése, augusztusban csatlakozott a Lokomotiva Zagreb csapatához.
Itt mutatott jó játéka miatt 2014 nyarán leszerződtette a Videoton FC. Új csapatában 2014. július 26-án mutatkozott be, végig pályán volt a 2014-2015-ös OTP bank liga első fordulójában, a Lombard Pápa FC elleni győztes mérkőzésen. Tagja volt a székesfehérvári klub második bajnokcsapatának, az idényben 28 bajnoki mérkőzésen jutott szóhoz és három gólt szerzett. Pályára lépett a 2015-ös kupadöntőn és a 2015-ös szuperkupa-döntőben csapata azonban mindkét találkozót elveszítette a Ferencvárosi TC ellenében. A 2015-2016-os bajnokságban mindössze négy találkozón számított rá Bernard Casoni, illetve Horváth Ferenc így a szezon végén távozott. 2016 júliusában az izraeli Bné Jehúda igazolta le. Az ezt követő években szerepelt Norvégiában és Horvátországban is, 2018-tól pedig a Dinamo Minszk játékosa volt. 2020 januárjában az idény hátralevő részére a Kaposvári Rákóczi vette kölcsön. Tizenegy bajnokin kapott lehetőséget a 2019-2020-as idény második felében. 2020 nyaránn a Zrinjski Mostar játékosa lett.

### A válogatottban
A horvát U21-es válogatottban 2010. november 16-án Szlovénia azonos korosztályú válogatottja ellen mutatkozott be.

## Sikerei, díjai
Videoton FC
- Magyar bajnok: 2014–15